# حملات به روزنامه‌نگاران در طول درگیری اسرائیل و حزب‌الله (۲۰۲۳–اکنون)
از ابتدای جنگ اسرائیل و حزب‌الله در ۸ اکتبر ۲۰۲۳، اسرائیل سه روزنامه‌نگار لبنانی را در حوادث متعدد در نزدیکی مرز لبنان و اسرائیل کشته و حداقل هفت نفر را زخمی کرده است.

## حوادث

### ۱۳ اکتبر
گروهی از خبرنگاران رویترز، خبرگزاری فرانسه و الجزیره در حال پخش تصاویر زنده از یک پایگاه ارتش اسرائیل در یک کیلومتری علما الشعب با دو گلوله تانک هدف قرار گرفتند. با اولین گلوله عصام عبدالله عکاس رویترز فوراً کشته شد. حمله دوم بسیار قوی‌تر بود و به منفجر شدن خودروی تویوتای سفید که روزنامه نگاران الجزیره، کارمن جوخادار و الی براخیا و همچنین همکار آنها در خبرگزاری فرانسه دیلن کالینز در کنار آن ایستاده بودند انجامید. کریستینا عسی، عکاس رویترز نیز به شدت مجروح شد و پایش قطع شد. ارتش لبنان گفته است که ارتش اسرائیل گلوله‌ای شلیک کرده است که عبدالله را کشته است. یکی دیگر از خبرنگاران رویترز در محل حادثه گفت که عبدالله بر اثر شلیک از سمت اسرائیل کشته شد. آخرین پست او در اینستاگرام، تصویری از شیرین ابوعاقله، روزنامه‌نگار فلسطینی الجزیره بود که در سال ۲۰۲۲ به دست ارتش اسرائیل کشته شده بود.
نیروی موقت سازمان ملل متحد در لبنان در گزارش فوریه ۲۰۲۴ خود به این نتیجه رسید که یک تانک اسرائیلی با شلیک به «خبرنگاران کاملاً قابل شناسایی» عبدالله را کشته است و این ناقض قوانین بین‌المللی است. این گزارش «ارزیابی می‌کند که در زمان وقوع حادثه هیچ تبادل آتشی در سراسر خط آبی (مرز لبنان با اسرائیل و بلندی‌های جولان) صورت نگرفته است»، بدون هیچ گزارشی مبنی بر تبادل آتش در آن سوی مرز طی ۴۰ دقیقه قبل از شلیک تانک. نیروهای ارتش اسرائیل در پاسخ به گزارش سازمان ملل مدعی شدند که حزب‌الله به آنها حمله کرده است، بنابراین از آتش تانک برای مقابله به مثل استفاده شد.

### ۱۳ نوامبر
گروه دیگری از خبرنگاران لبنانی هنگام گزارش در شهر یارون مورد حمله در فاصله چند متری قرار گرفتند این حادثه توسط الجدید به صورت زنده فیلمبرداری شد. مجری شبکه که در حال گفتگوی زنده با خبرنگار اعزامی به مرز اکیل بود صدای حمله را شنید. مجری گفت: «معلوم است که راکت فقط چند متر دورتر از شما اصابت کرد، واضح است که این حمله‌ای مستقیم به خبرنگاران فعال در یارون بود.» درحالی که دوربین از محل حمله فیلم می‌گرفت. فقط جراحات جزئی گزارش شده است.

### ۲۱ نوامبر
وقتی خبرنگار شبکه المیادین آخرین تحولات مرز اسرائیل در نزدیکی طیر حرفا در جنوب لبنان را پوشش می‌داد، یک تانک اسرائیلی فرح عمر خبرنگار و ربیح معماری تصویربردار شبکه المیادین را هدف قرار داد. گلوله منجر به کشته شدن فوری عمر و معماری شد. یک راهنما در کنار خبرنگار نیز کشته شد. شبکه المیادین گفت که این حمله عمدی به علت طرفداری این شبکه از فلسطین بوده است.

### ۲۳ دسامبر
فیلمبردار المنار پس از حمله ارتش اسرائیل به جاده‌ای در منطقه الخردالی که خبرنگاران ام‌تی‌وی و خبرگزاری لبنان نیز در حال عبور بودند از ناحیه چشم زخمی شد. ارتش اسرائیل منطقه دیر میماس-خردلی را به شدت بمباران کرد و با گلوله‌باران نزدیک خودروهای عبوری، از عبور غیرنظامیان از جاده جلوگیری کرد.

### ۲۶ دسامبر
موشک ضد تانک حزب‌الله نزدیک گروه خبری کانال ۱۳ اصابت کرد.

## تحقیقات حمله ۱۳ اکتبر

### تحقیقات گزارشگران بدون مرز
طی درگیری، گزارشگران بدون مرز (RSF) مدعی شد که ارتش اسرائیل عمداً خبرنگاران را هدف قرار داده است. تحقیقات RSF نشان می‌دهد که اسرائیل روزنامه نگاران را در حملات موشکی در ۱۳ اکتبر هدف قرار داده است که منجر به کشته شدن عصام عبدالله، خبرنگار رویترز و زخمی شدن چهار تن دیگر شد. این دو حمله موشکی اسرائیل به فاصله ۳۰ ثانیه از هم، به یک گروه هفت نفره از خبرنگاران در جنوب لبنان که در حال گزارش درگیری بین اسرائیل و حزب‌الله بودند، اصابت کرد. در یک ویدیو، خبرنگاران با جلیقه و کلاه ایمنی با نوشته سفید رنگ "PRESS" دیده می‌شوند. این علامت گذاری روی سقف خودروی آنها نیز وجود داشت که پس از اصابت موشک دوم منفجر شد. به گفته شورای اروپا، هدف قرار دادن عمدی خبرنگاران یک جنایت جنگی است.

### رویترز و تی‌ان‌اُ
سازمان تحقیقات علمی کاربردی هلند (TNO) که مهمات و تسلیحات را آزمایش و تجزیه و تحلیل می‌کند، با بررسی مواد جمع‌آوری شده در محل انفجار ۱۳ اکتبر به رویترز کمک کرد و دریافت که این قطعه فلزی دنباله یک توپ ۱۲۰ میلیمتری تانک است. گلوله از فاصله ۱٫۳۴ کیلومتر دورتر از مرز از یک توپ بدون خان تانک شلیک شده است. TNO گفت که تصاویر ماهواره‌ای و تصاویری که عبدالله لحظاتی قبل از حادثه ثبت کرده است هیچ نشانه‌ای از حملات قبلی در منطقه آنها را نشان نمی‌دهد که مشخص می‌کند دنباله گلوله توپ مربوط به همین حمله بوده است.
TNO تصاویر ضبط شده از پخش زنده الجزیره مربوط به دو حمله و یک ضبط ویدئویی از پخش ایتالیایی RAI را که نقطه پرتاب حمله دوم را نشان می‌دهد، تجزیه و تحلیل کرد. خبرنگاران RAI در حال فیلمبرداری از گلوله‌باران برون مرزی در همان روز حمله از Alma ech Chaab بودند که دوربین آنها به سمت صدای انفجار چرخانده شد. با استفاده از صدای پخش شده الجزیره، آنها متوجه شدند که گلوله‌ها در فاصله ۱۳۴۳ متری خبرنگاران شلیک شده است و گفتند که مشخصه صوتی هر دو نمونه از حملات مطابقت دارد و نشان می‌دهد دو گلوله تانک از یک موقعیت شلیک شده است.

### سازمان عفو بین‌الملل
سازمان عفو بین‌الملل و دیده‌بان حقوق‌بشر هفتم دسامبر در بیروت، کنفرانس مطبوعاتی مشترکی برگزار کردند و در آن نتیجه تحقیقات خود در مورد حملهٔ ۱۳ اکتبر که منجر به کشته شدن عصام عبدالله و زخمی شدن شش نفر دیگر شد، به صورت عمومی اعلام کردند. آنها به این نتیجه رسیدند که گروه خبرنگاران با گلوله تانک هدف قرار گرفتند و گفتند که این حمله مستقیم به غیرنظامیان قابل شناسایی به عنوان خبرنگار بوده و خواستار بررسی آن به عنوان جنایت جنگی شدند. بعد از بررسی، آنها متوجه شدند که محل شلیک از اسرائیل در نزدیکی روستایی به نام جوردیخ است که در شرق خبرنگاران قرار داشت.

### تحقیقات سازمان ملل
گزارش فوریه ۲۰۲۴ توسط نیروی موقت سازمان ملل متحد در لبنان به این نتیجه رسید که یک تانک اسرائیلی عبدالله را با شلیک به «خبرنگاران به روشنی قابل شناسایی» کشته است و این ناقض قوانین بین‌المللی است. این گزارش «ارزیابی می‌کند که در زمان وقوع حادثه هیچ تبادل آتشی در سراسر خط مرزی صورت نگرفته است»، بدون هیچ گزارشی مبنی بر تبادل آتش در آن سوی مرز طی ۴۰ دقیقه قبل از شلیک تانک.

## واکنش
ریچارد هخت، سخنگوی ارتش اسرائیل در واکنش به کشتن عبدالله گفت: «ما بسیار متاسفیم» اما تأیید نکرد که گلوله‌های اسرائیل به خبرنگاران اصابت کرده است. ارتش اسرائیل گفت: از آتش تانک و توپخانه در منطقه‌ای قتل عبدالله برای جلوگیری از نفوذ احتمالی از لبنان استفاده می‌شده. همچنین افزودند که اقدامات آنها در پاسخ به آتش حزب‌الله در امتداد مرز اسرائیل و لبنان بوده است و این حادثه هم‌اکنون در حال بررسی است. ارتش اسرائیل همچنین تحقیقاتی را دربارهٔ شرایط مرگ عبدالله آغاز کرد.
مایکل داونی، خبرنگار نیویورک تایمز و بی‌بی‌سی، دربارهٔ ویدئویی که کمی قبل از حادثه گرفته شده بود، اظهار داشت: «هیچ هشداری وجود نداشت، این عمدی بود».
لبنان کشته شدن عصام عبدالله روزنامه‌نگار رویترز را که در جریان حملهٔ اسرائیل به گروهی از خبرنگاران کشته شد، محکوم کرد. پس از مرگ عبدالله، ارتش لبنان یک ارزیابی در محل انجام داد و تأیید کرد که شلیک از اسرائیل او را کشته است. وزارت خارجه لبنان به نمایندهٔ خود در سازمان ملل در بیروت دستور داده است تا نگرانی عمیق خود را در مورد آنچه که آنها به عنوان نقض آشکار آزادی نظر و رسانه تلقی می‌کنند، اعلام کند. علاوه بر این، لبنان در حال آماده شدن برای طرح شکایت رسمی به شورای امنیت سازمان ملل است که اسرائیل را به کشتن عمدی عبدالله متهم کند.

## تلفات
فهرست خبرنگاران و غیرنظامیان کشته یا زخمی شده در جریان جنگ ۲۰۲۳ تا کنون.